# 2024 en Belgique
Chronologie de la Belgique
- 2020
- 2021
- 2022
- 2023
- 2024
- 2025
- 2026
- 2027
- 2028

Cette page concerne des événements qui se sont produits durant l'année 2024 en Belgique.

## Éphémérides
- x.

## Événements

### Janvier
- x

### Février
- x

### Mars
- x

### Avril
- x

### Mai
- 6 mai au 12 juin : Concours musical international Reine Élisabeth de Belgique.

### Juin
- 6 mai au 12 juin : Concours musical international Reine Élisabeth de Belgique.
- 9 juin : élections européennes, élections fédérales et élections régionales.
- 24 juin : un incendie ravage la tour Kennedy à Liège, faisant un mort et quatorze blessés, dont trois graves. De nombreux moyens furent déployés en renfort des pompiers de Liège, dont l'intervention de deux hélicoptères : un NH-90 de la 40e escadrille Héli venant de la base aérienne de Coxyde, ainsi qu'un MD-902 luxembourgeois du Luxembourg Air Rescue, qui réalisent quinze sauvetages aériens par hélitreuillage, ce qui est une première en Belgique pour un incendie de bâtiment[1].
- 29 juin : de violents orages touchent le sud de la province de Luxembourg et provoquent des inondations, particulièrement à Aubange et dans le Pays d'Arlon[2], sans faire de blessés.

### Juillet
- 9 juillet : de violents orages s'abattent sur le pays, particulièrement à Bruxelles où un bébé de deux mois décède à la suite d'une chute de branche à Uccle[3], et dans la province du Brabant Flamand où, parmi les nombreux dégâts, l'église d'Heffen, voit son clocher s'effondrer[4].

### Août
- 28 août : un Palestinien est retrouvé mort, attaché à un arbre dans un quartier juif d’Anvers. possiblement due à un lynchage»[5].

### Septembre
- x

### Octobre
- 13 octobre : élections communales et provinciales.

### Novembre
- x

### Décembre
- Défaite de la Russie[incompréhensible]

## Décès
- 8 janvier : 
  - Frans Janssens, footballeur
  - Bohdan Shershun, footballeur ukrainien mort en Belgique
- 12 janvier : Richard Bukacki, coureur cycliste
- 16 janvier : Lise Thiry, personnalité scientifique
- 20 janvier : 
  - Herbert Glejser, économiste
  - Jean Glibert, artiste
- 23 janvier : Jan Bogaert, coureur cycliste
- 28 janvier : Jean-François Debaty, illustrateur, auteur de bande dessinée et de littérature jeunesse
- 30 janvier : 
  - Claude Raucy, écrivain et poète
  - Orazio Schena, footballeur italo-belge
- 5 février  : Walter van den Broeck, romancier
- 15 février : Nicolas Bergeron, mathématicien
- 1er mars : Cécile Bertrand , illustratrice, dessinatrice de presse
- 21 mars : Pierre Cordier, photographe et artiste plasticien
- 14 mars : Léon Semmeling, footballeur
- 26 mars : 
  - Éric van Weddingen, docteur en droit
  - André Van Herpe, footballeur
- 28 mars : Paul-Henry Gendebien, poète, écrivain et éditeur
- 1er avril : Phil Delire, producteur et réalisateur de musique
- 5 avril  : Gwij Mandelinck, poète
- 8 avril : Jaak Gabriëls, homme politique
- 12 avril : Edward Lipinski, professeur belgo-polonais
- 21 avril : Jean-Marie Aerts, guitariste
- 3 mai : Paul-Henry Gendebien, homme politique
- 6 mai : Christiane Stefanski, chanteuse
- 15 mai : Patrick Moenaert, homme politique
- 14 juin : Christiane Mercelis, joueuse de tennis
- 15 juin : Freddy Willockx, homme politique
- 16 juin : Étienne Willem,
- 30 juin : Gilbert Desmet, coureur cycliste
- 9 juillet : Josse Goffin, artiste, graphiste, affichiste, auteur, illustrateur de littérature d'enfance et de jeunesse
- 20 juillet  : Robert Rinchard, marcheur athlétique
- 23 juillet : Jean-Pierre Ghysels, sculpteur
- 25 juillet : Gérard Deuquet, peintre, auteur de bande dessinée et enseignant
- 9 août : Peter Downsbrough, artiste contemporain2 américain mort en Belgique
- 16 août : Marcel Lejoly, homme politique
- 19 août : Rudi Jacques, organiste, claveciniste et facteur d'orgues
- 21 août : Robert Halleux, historien des sciences
- 17 septembre : Magda De Galan, avocate et femme politique
- 28 septembre : Jacques Teugels, footballeur
- 13 octobre : Dominiq Fournal, artiste plasticien
- 17 octobre: 
  - Émile Daems, Coureur cycliste
  - Isabelle de Borchgrave, peintre
- 23 octobre : Hugo Weckx, homme politique
- 28 octobre : Cécile Goor-Eyben, femme politique
- 13 novembre : Paul Staes, homme politique
- 28 novembre : Roeland Raes, homme politique
- 3 décembre : Victor George, poète
- 10 décembre : 
  - Lode Wils, historien
  - Josy Arens, homme politique
- 11 décembre : Raina Luff, juriste et éducatrice
- 17 décembre : Rik Van Looy, coureur cycliste
- 19 décembre : Miet Smet, femme politique
- 21 décembre : Willy Meysmans, sculpteur et céramiste
- 23 décembre : Pierre Beaufays, homme politique
- 26 décembre : Daniel Mathy, footballeur
- 28 décembre : Émile Lejeune, footballeur

#### Articles sur l'année 2024 en Belgique
- Pandémie de Covid-19 en Belgique

#### L'année sportive 2024 en Belgique
- Championnat de Belgique de football 2023-2024
- Grand Prix automobile de Belgique 2024

#### L'année 2024 dans le reste du monde
- L'année 2024 dans le monde
- 2024 par pays en Amérique, 2024 au Canada, 2024 aux États-Unis
- 2024 en Europe, 2024 dans l'Union européenne, 2024 en France, 2024 en Italie, 2024 en Suisse
- 2024 en Afrique • 2024 par pays en Asie • 2024 en Océanie
- 2024 aux Nations unies
- Décès en 2024